# Нетхой

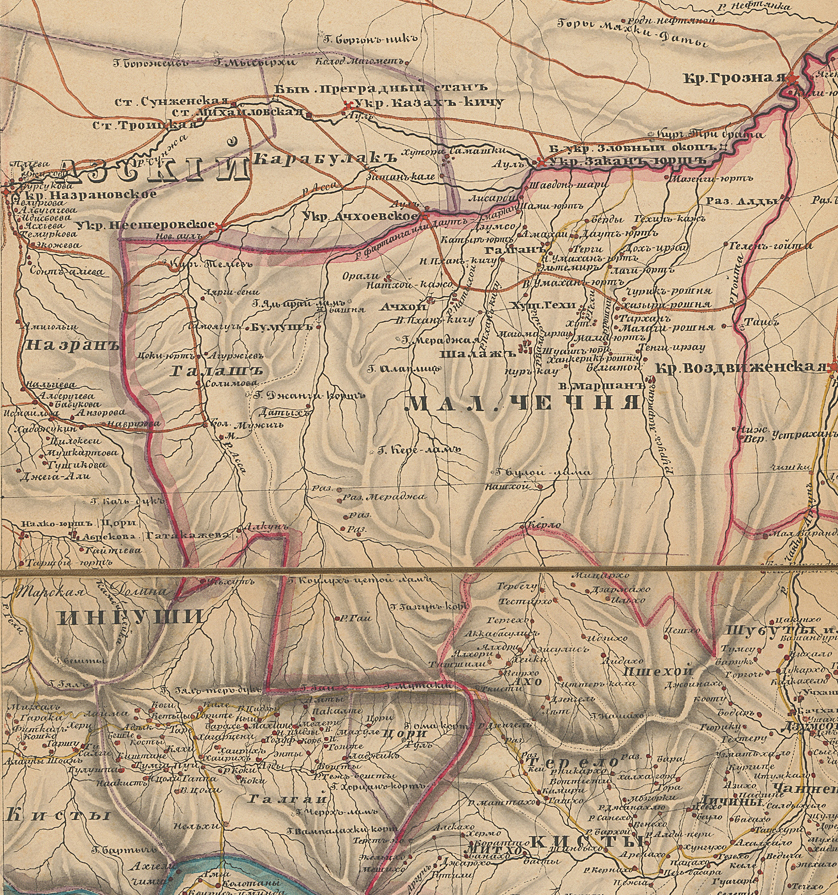
р. Нетхой на карте Малой Чечни 1847 г.

Нетхой (чечен. Нуьттах хи, Светлая) — река в России, протекает по Чечне. Устье реки находится у села Шаами-Юрт в 4,4 км по левому берегу реки Шалажа. Длина реки составляет 42 км, площадь водосборного бассейна — 153 км². В 20 км от устья, по левому берегу реки впадает река Чож.

## Данные водного реестра
По данным государственного водного реестра России относится к Западно-Каспийскому бассейновому округу, водохозяйственный участок реки — Сунжа от истока до города Грозный. Речной бассейн реки — Реки бассейна Каспийского моря междуречья Терека и Волги.

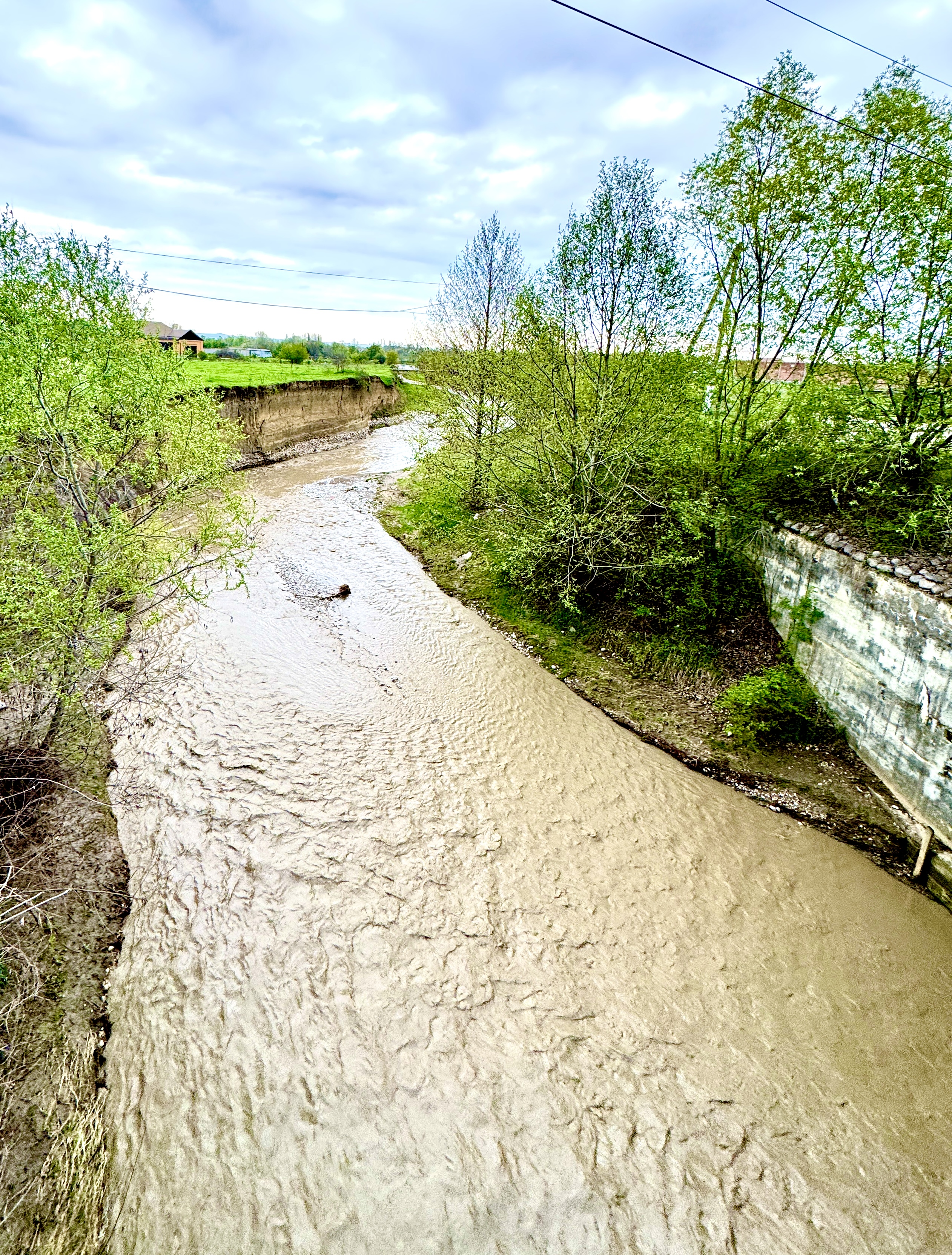
река Нетхой во время полноводья весной. Котар-Юрт.

Код объекта в государственном водном реестре — 07020001112108200005604.

## Населённые пункты
Чожи-чу
Янди-Котар
Катар-Юрт